# Rally internazionale del Marocco

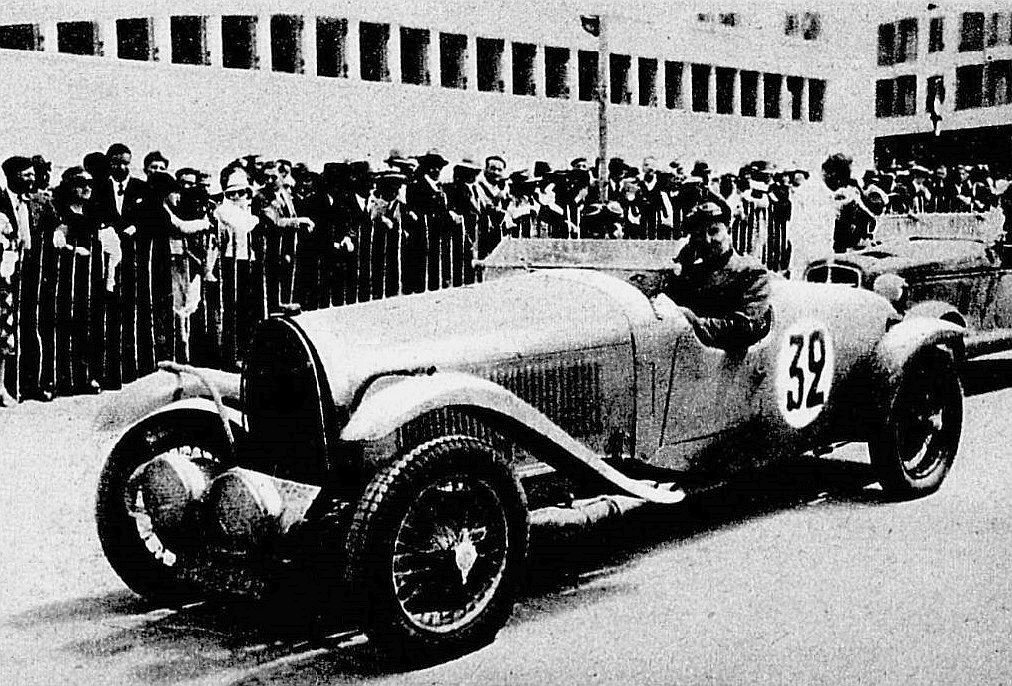
Jean Trévoux durante l'edizione 1935 del rally

Il Rally internazionale del Marocco (in francese la denominazione ufficiale è Rallye du Maroc) è stato prova del Campionato del mondo rally, fino al 1976.
Il rally non va confuso con la celebre prova, destinata però a vetture di rally raid, denominato Rally del Marocco, la cui origine è più recente.

## Storia
Il rally nacque nel 1934, dopo tre edizioni tornò nel 1950 fino al 1955, quindi un secondo ritorno nel 1967 dopo 12 anni e avanti sino alla XXIII edizione del 1988, nel 2010 il terzo ritorno del rally, con una edizione per "auto classiche" da rally, che ha visto il 2º posto di Michèle Mouton e Fabrizia Pons su Porsche 911.

## Albo d'oro
| Anno | Denominazione                                   | Pilota                      | Auto                                | Validità |
| ---- | ----------------------------------------------- | --------------------------- | ----------------------------------- | -------- |
| 1929 | Rallye International du Maroc 1929              | Edouard Meyer               | Bugatti                             |          |
| 1934 | 1° Rallye International du Maroc                | Frédéric Bravard            | Essex Terraplane Height Convertible |          |
| 1935 | 2° Rallye du Maroc                              | Jean Trévoux                | Bugatti 3.0                         |          |
| 1936 | Rallye du Maroc 1936                            | L'evento è stato cancellato | L'evento è stato cancellato         |          |
| 1937 | 3° Rallye International du Maroc                | Jean Trévoux                | Hotchkiss 686                       |          |
| 1949 | Rallye du Maroc 1949                            | Édouard Meyer               | Renault 4CV                         |          |
| 1950 | 4° Rallye International de l'Atlas Marocain     | André Costa                 | Simca 8 Sport                       |          |
| 1951 | 5° Rallye International de l’Atlas Marocain     | Jean Lucas                  | Ferrari 212 Export                  |          |
| 1952 | 6° Rallye International du Maroc                | Robert Amic                 | Simca 9 Aronde                      |          |
| 1953 | 7° Internationale Rallye du Maroc               | Paul Van de Kaart           | Porsche 356 1300 Super              |          |
| 1954 | 8° Rallye du Maroc                              | Robert La Caze              | Simca Aronde                        |          |
| 1955 | 9° Rallye du Maroc                              | Jean Deschaseaux            | Peugeot 203                         |          |
| 1967 | 10° Rallye du Maroc                             | Robert La Caze              | Renault 8 Gordini                   |          |
| 1968 | 11° Rallye du Maroc                             | Jean-Pierre Nicolas         | Renault 8 Gordini                   |          |
| 1969 | 12° Rallye du Maroc                             | Bob Neyret                  | Citroën DS 21 Proto Chassis Court   |          |
| 1970 | 13° Rallye du Maroc                             | Bob Neyret                  | Citroën DS 21 Proto Chassis Court   |          |
| 1971 | 14° Rallye du Maroc                             | Jean Deschazeaux            | Citroën SM                          | ICM      |
| 1972 | 15° Rallye du Maroc                             | Simo Lampinen               | Lancia Fulvia HF Coupé 1.6          | ICM      |
| 1973 | 16° Rallye du Maroc                             | Bernard Darniche            | Alpine-Renault A110 1800            | WRC      |
| 1974 | 17° Rallye du Maroc                             | Jean-Pierre Nicolas         | Alpine-Renault A110 1800            |          |
| 1975 | 18° Rallye du Maroc                             | Hannu Mikkola               | Peugeot 504                         | WRC      |
| 1976 | 19° Rallye du Maroc                             | Jean-Pierre Nicolas         | Peugeot 504                         | WRC      |
| 1980 | Rallye International "Al-Massira" du Maroc 1980 | Jean Deschazeaux            | Citroën CX 2400 GTI                 |          |
| 1985 | 20° Rallye du Maroc                             | Shekhar Mehta               | Nissan 240RS                        |          |
| 1986 | 21° Rallye du Maroc                             | Alain Ambrosino             | Nissan 240RS                        | ARC      |
| 1987 | 22° Rallye du Maroc                             | Maurice Chomat              | Citroën Visa 1000 Pistes            | ARC      |
| 1988 | 23° Rallye du Maroc                             | Paul-Émile Decamps          | Opel Manta 400                      | ARC      |